# Cagno (Como)

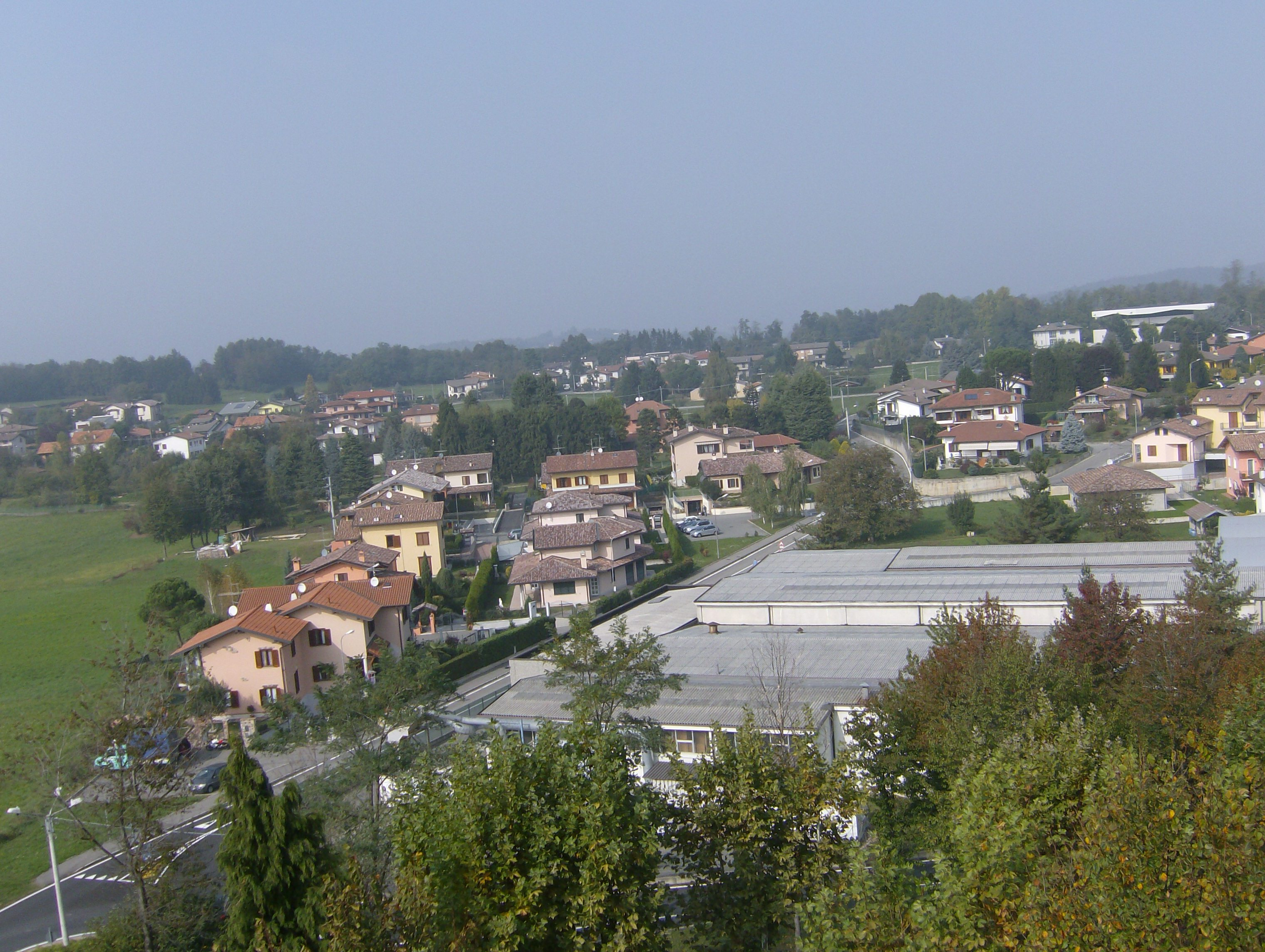
Cagno

Cagno is een gemeente in de Italiaanse provincie Como (regio Lombardije) en telt 1979 inwoners (31-12-2004). De oppervlakte bedraagt 3,5 km², de bevolkingsdichtheid is 622 inwoners per km².

## Demografie
Cagno telt ongeveer 755 huishoudens. Het aantal inwoners steeg in de periode 1991-2001 met 9,0% volgens cijfers uit de tienjaarlijkse volkstellingen van ISTAT.
| Jaar | Inwoneraantal |
| ---- | ------------- |
| 1991 | 1711          |
| 2001 | 1865          |

## Geografie
Cagno grenst aan de volgende gemeenten: Albiolo, Cantello (VA), Malnate (VA), Rodero, Solbiate, Valmorea.

## Externe link

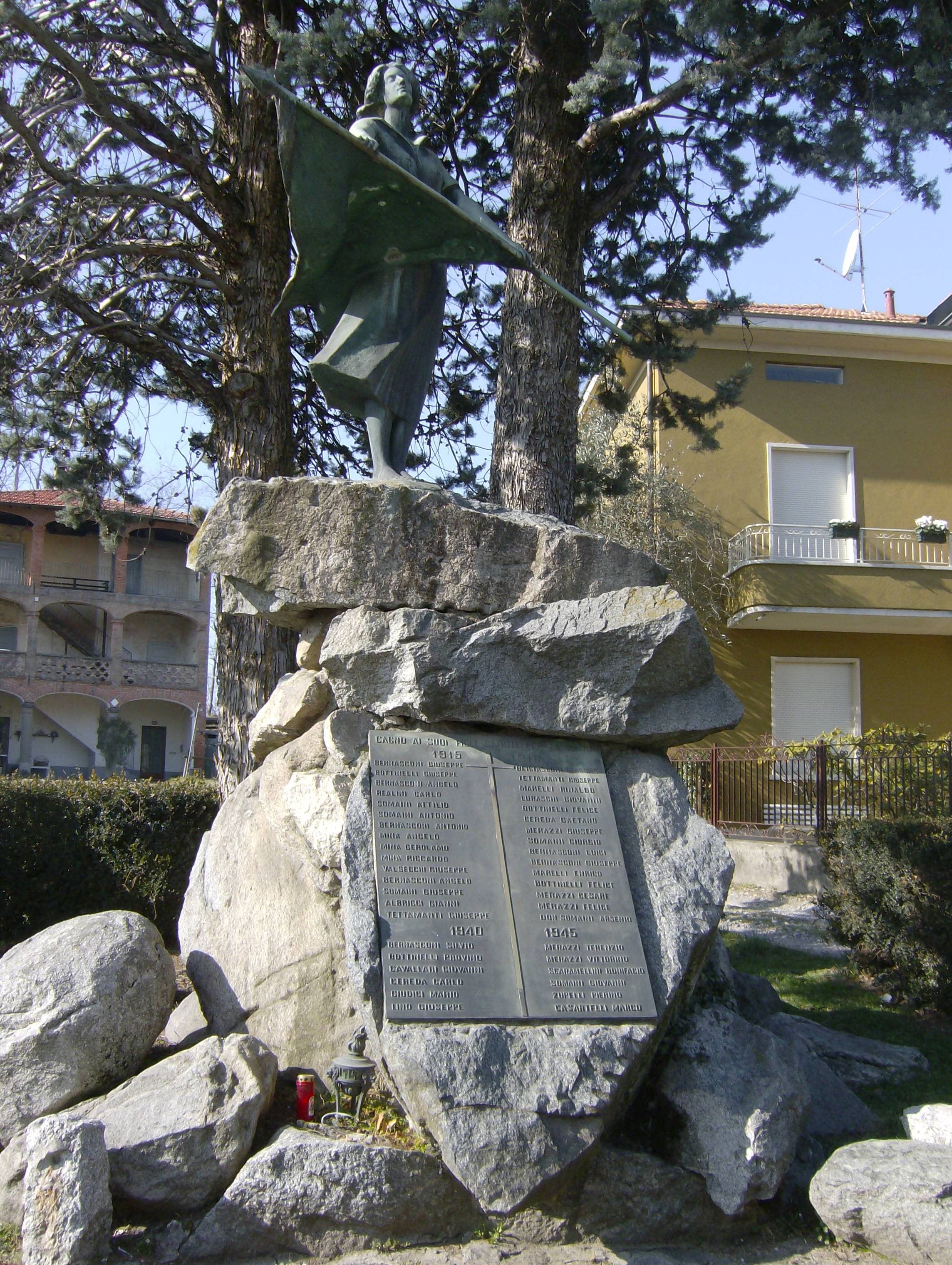
Oorlogsmonument